# ルネ2世 (ロレーヌ公)

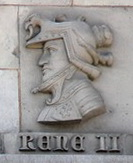
ロレーヌ公ルネ2世

ルネ2世（René II, 1451年5月2日 - 1508年12月10日）は、ロレーヌ公（在位：1473年 - 1508年）、バル公（在位：1483年 - 1508年）、ヴォーデモン伯（在位：1470年 - 1508年）。1480年から1493年まではカラブリア公として、1493年以降はナポリ王およびエルサレム王として、ナポリ王国とプロヴァンス伯領の、外祖父ルネ1世（ナポリ王）以来の継承権を要求していた。また、父方の叔父ジャンからアルクール伯およびオマール伯を継承した。1504年にはルネ1世の称号の1つであったギーズ伯を獲得した。

## 生涯
ルネ2世は、ロレーヌ公ジャン1世の曾孫であるヴォーデモン伯	フェリー2世（1420年 - 1470年）と、ナポリ王ルネ1世およびロレーヌ女公イザベルの娘ヨランド・ダンジュー（同じくジャン1世の曾孫）の子としてアンジェで生まれた。
父のヴォーデモン伯は1470年に死去し、1473年に母方の従兄のロレーヌ公ニコラ・ダンジュー（ジャン2世の子）が嗣子なくして死去すると母ヨランドが相続した。しかし、その年内に長男ルネへ権限を譲って政治から身を引いた。こうして、ルネ2世は父母双方の血筋に基づいてロレーヌ公国・ヴォーデモン伯を相続した。
領土拡大を狙うブルゴーニュ公シャルル軽率公と激突、1477年にスイス傭兵の力を借りてナンシーの戦いで軽率公を討ち取った（ブルゴーニュ戦争）。
1508年に死去した。彼の成人した息子達は、アントワーヌはロレーヌ公を、クロードは後にフランスからギーズ公を、ヴェルダン司教ルイはヴォーデモン伯をそれぞれ引き継いで分家し、結果的に一般の地方領主以上に子孫は繁栄して現在のヨーロッパでも無視できない勢力となるきっかけになった。

## 子女

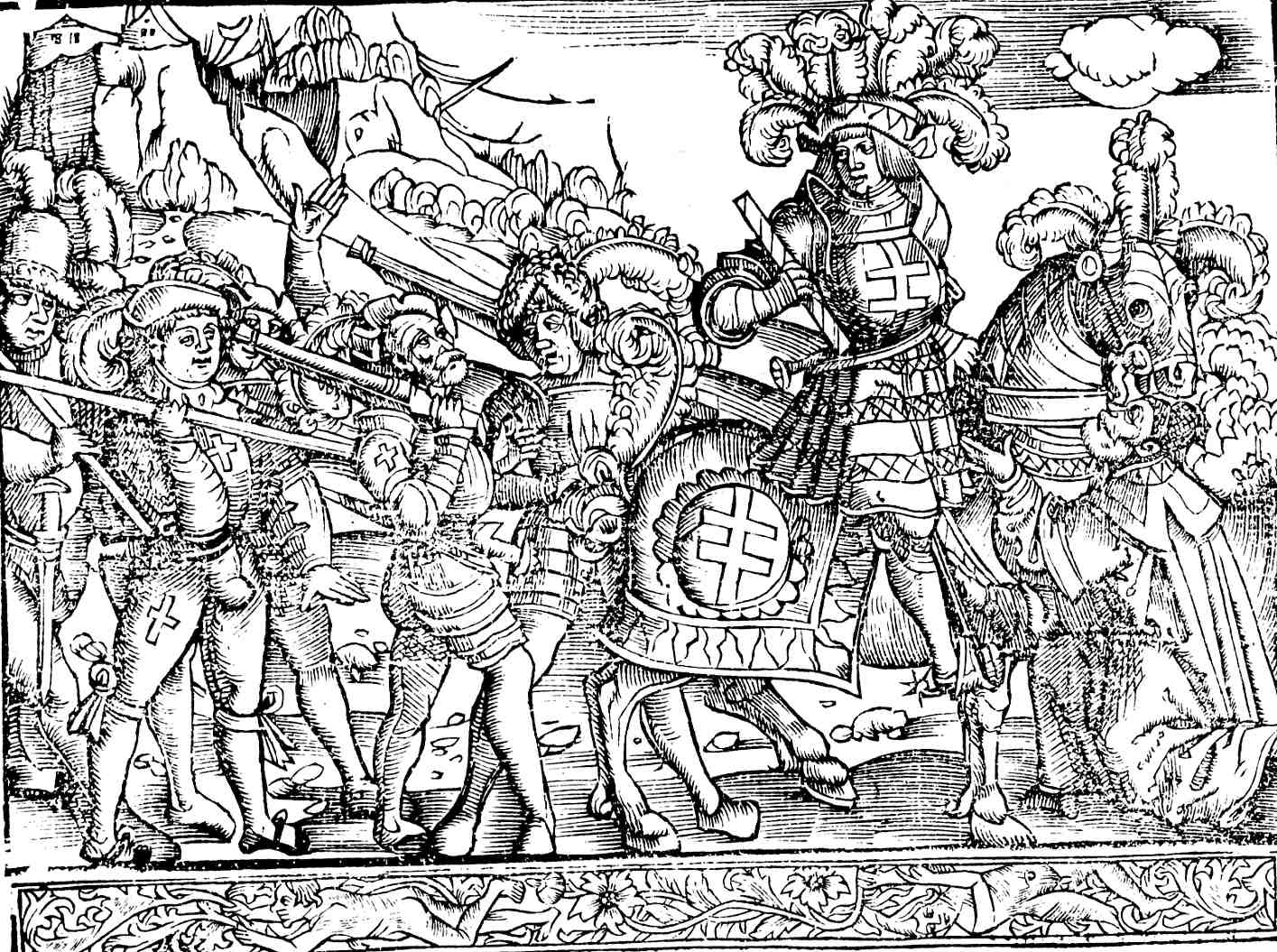
ナンシーを解放するルネ2世、1476年

1471年、ルネ2世はジャンヌ・ダルクールと結婚したが、1485年に結婚は無効とされた。
1485年、ゲルデルン公アドルフの娘フィリッパと結婚した。2人の間には12人の子女が生まれた。
- シャルル（1486年生、夭折）
- フランソワ（1487年）
- アントワーヌ（1489年 - 1544年） - ロレーヌ公
- アンヌ（1490年 - 1491年）
- ニコラ（1493年生、夭折）
- イザベル（1494年 - 1508年）
- クロード（1496年 - 1550年） - ギーズ公
- ジャン（英語版）（1498年 - 1550年） - 枢機卿、トゥール・メス・ヴェルダン司教
- ルイ（英語版）（1500年 - 1528年） - ヴェルダン司教、ヴォーデモン伯
- クロード（1502年生、カトリーヌの双子の姉、夭折）
- カトリーヌ（1502年生、クロードの双子の妹、夭折）
- フランソワ（1506年 - 1525年） - ランバス伯、パヴィアの戦いで戦死